# Elbeuf
Elbeuf je město ve Francii, ležící v ohybu Seiny 20 km jižně od Rouenu. Je střediskem stejnojmenného kantonu departementu Seine-Maritime v regionu Normandie. V Elbeufu žije přibližně 16 tisíc obyvatel.
První písemná zmínka pochází z listiny Richarda I. z Normandie vydané koncem 10. století v podobě Wellebou, což se ze staré severštiny překládá jako „osada u řeky“. Již v roce 1514 je doloženo místní tkalcovství a v roce 1667 zde Jean-Baptiste Colbert zřídil královskou manufakturu. V sedmdesátých letech 19. století se zde usadilo okolo čtyř tisíc exulantů z alsaského Bischwilleru. Také díky nim se stal Elbeuf jedním z center francouzského textilního průmyslu a dostal přezdívku „město sta komínů“.
Město poškodila povodeň v roce 1910 a bombardování v roce 1944. Po druhé světové válce textilní výroba upadla a nahradily ji pobočky firem Sanofi a Renault, díky okolním lesům je významné také zpracování dřeva. Od roku 2015 je Elbeuf součástí rouenské métropole.
Ve městě se nachází památkově chráněné kostely sv. Jana a sv. Štěpána, synagoga, radnice, muzeum a divadlo. V září se koná městská slavnost Foire Saint-Gilles.
V Elbeufu se narodil spisovatel André Maurois (vlastním jménem Émile Herzog). Je po něm pojmenováno místní lyceum.